# Happy Trails
Happy Trails ist das zweite Musikalbum der US-amerikanischen Rockband Quicksilver Messenger Service. Es erschien 1969 bei Capitol Records.

## Hintergrund
Im Anschluss an das Debütalbum von 1968 gab es eine Tournee durch die USA, die die Band unter anderem nach New York, Philadelphia und Kansas führte. Da Quicksilver Messenger Service immer improvisationsfreudig waren und ihre Lieder regelmäßig zu längeren Jam-Sessions ausbauten, gab es Unzufriedenheiten mit den Beschränkungen einer weiteren Aufnahme in einem Tonstudio. Die Band entschied sich daher, einige Auftritte im Fillmore East und Fillmore West für die kommende Veröffentlichung aufzuzeichnen. Aber bereits nach der zweiten Tour an der Ostküste und bevor das Album fertig gestellt werden konnte, verließ Gary Duncan die Gruppe, um mit dem aus dem Gefängnis entlassenen Dino Valenti eine eigene Formation zu gründen. Laut Freiberg spielte auch der Methadongebrauch Duncans eine Rolle, dass dieser sich nicht mehr in der Lage sah, weitere Konzerte mit Quicksilver Messenger Service wahrzunehmen. Jedoch konnte er von der Band überredet werden, noch bei der Aufnahme von Calvary am 19. November 1968 in den Golden State Recorders Studios in San Francisco mitzuwirken. Happy Trails wurde schließlich im März 1969 veröffentlicht. Die durch Duncans Ausstieg zu einem Trio geschrumpfte und entzweite Band spielte 1969 so gut wie keine Konzerte, sondern war auf der Suche nach einem Ersatz, den sie in Nicky Hopkins fand.
Die ersten sechs Lieder des Albums, welche die gesamte erste Schallplattenseite einnahmen, sind keine getrennten einzelnen Songs, sondern stellen einen über 20 Minuten dauernden Jam dar, der mit Bo Diddleys Who Do You Love begonnen und beendet wird. Bei den Titeln Nr. 2, Nr. 4 und Nr. 5 werden die im jeweiligen Abschnitt als Solisten im Vordergrund stehenden Musiker als Autoren genannt. Bei Lied Nr. 3 erstellt die gesamte Band eine gemeinsame Soundcollage, ohne dass ein einzelnes Gruppenmitglied heraussticht. Bei diesem Track wird als Koautor die Fillmore Audience genannt, da in den ruhigeren Passagen das Publikum mit rhythmischen Klatschen und Zwischenrufen in die Improvisation mit einsteigt.
George Hunter schlug sein Bild The Cowboy als Cover während der Aufnahmen zu Calvary vor. Die Malerei zeigt einen galoppierenden Pony-Express-Reiter, der mit seinem Stetson einer zurückbleibenden jungen Frau winkt. Die Band fühlte sich den Werten der frühen Siedler der USA verbunden, von denen sich nach Ansicht der Gruppe die damalige amerikanische Gesellschaft zu sehr entfernt hatte.

## Titelliste
Seite 1
1. Who Do You Love? (Ellas McDaniel) – 3:32
2. When You Love (Gary Duncan) – 5:15
3. Where You Love (Quicksilver Messenger Service, Fillmore Audience) – 6:07
4. How You Love (Cipollina) – 2:45
5. Which Do You Love (Freiberg) – 1:49
6. Who Do You Love – Part 2 (McDaniel) – 5:51

Seite 2
1. Mona (McDaniel) – 7:01
2. Maiden of the Cancer Moon (Duncan) – 2:54
3. Calvary (Duncan) 13:31
4. Happy Trails (Dale Evans) – 1:29

## Besetzung
- John Cipollina – Gitarre, Gesang
- Gary Duncan – Gitarre, Gesang
- Greg Elmore – Schlagzeug, Percussion, Gesang
- David Freiberg – Bass, Klavier, Gesang

## Charterfolge
Happy Trails erreichte Platz 27 der Billboard 200 und die Single Who Do You Love Platz 91 der Billboard Hot 100. Das Album wurde im Mai 1992 mit Gold von der RIAA ausgezeichnet.

## Rezeption
- Im Rolling Stone schrieb Greil Marcus im Mai 1969 die Art, wie das Albumcover gestaltet sei, erinnere an die Wild-West-Darstellungen von Frederic Remington. Die die ganze erste Seite ausfüllende Aufnahme des Bo-Diddley-Liedes Who Do You Love wäre großartig in den beiden Fillmore Theatern aufgenommen worden. Er beschrieb Cipollinas Gitarre als abwechselnd rau und süß, Elmores Trommeln als schlicht und solide und der Gesang sei wild und gellend.
- Bei Allmusic schrieb Lindsay Planer, dass Happy Trails ohne Frage die beste Aufnahme auf Vinyl sei, die die Gruppe am genauesten im Licht ihrer gefeierten Liveauftritte zeige. Die Bemühungen der Band führten ihre Fähigkeit vor, in einer psychedelischen Lockerheit spielen zu können, ohne dass Langeweile aufkomme oder es überheblich wirke. Planer hob insbesondere Cipollinas Gitarrenspiel auf der zweiten Seite der Aufnahme hervor und beschrieb ihn als einzigartig unter seinen Zeitgenossen in der San Francisco Bay Area. In der Bewertung bekam das Album viereinhalb von fünf Sternen.[8]
- Bei Rocktimes.de schrieb Ulli Heiser, die erste Seite des Albums habe mit Diddleys Version des Liedes Who Do You Love nicht mehr viel zu tun, sondern zeige etliche Gitarren- und Vokalausbrüche. Hier wechsele sich krachender Bluesrock mit psychedelischen Teilen ab. Insbesondere Calvary von der zweiten Seite würde als langes Instrumentalstück alle Facetten der eingespielten Band zeigen und sei noch mehr abgefahren als der Rest der Aufnahmen. In der Bewertung wurde Happy Trails als Klassiker eingestuft.[9]